# Yamanouchi Yuki
Yuki Yamanouchi (sinh ngày 18 tháng 9 năm 1994) là một cầu thủ bóng đá người Nhật Bản.

## Sự nghiệp câu lạc bộ
Yuki Yamanouchi đã từng chơi cho Giravanz Kitakyushu, Suzuka Unlimited FC và Oita Trinita.